# 库尔特·格奥尔格·基辛格

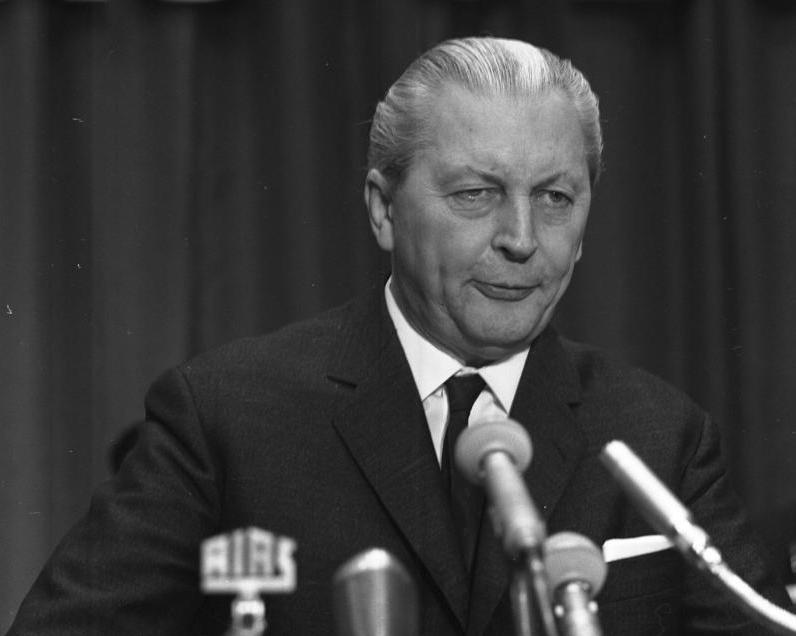
库尔特·格奥尔格·基辛格

库尔特·格奥尔格·基辛格（德語：Kurt Georg Kiesinger，德語：[ˈkʊʁt ˈɡeːɔʁk ˈkiːzɪŋɐ]，1904年4月6日—1988年3月9日），德国政治人物，曾任西德總理。出生於阿尔布施塔特，1933年希特勒上台时加入纳粹党，但未曾積極參與過黨務；二戰期間出任外交部广播局副局长，是納粹宣傳部長戈培尔博士的主要助手之一。战后曾被軍事法庭判刑，释放后继续在蒂宾根当律师。
1958－1966年出任巴登-符腾堡州州长，1967－1971年任基督教民主联盟联邦主席。他支持阿登纳和勃蘭特的亲西方政策，1966－1969年任联邦政府总理，社会民主党加入联合政府。

## 荣誉

### 官方奖勋
- 德国
  -  佩星大功绩十字级德国功绩勋章（1956年）
  -  大十字级德国功绩勋章（1956年）
  -  巴登-符腾堡州功绩勋章（德语：Verdienstorden des Landes Baden-Württemberg）（1975年）
- 義大利
  -  大十字级意大利共和国功绩勋章（1957年）
- 西班牙
  -  大十字级天主教徒伊莎贝尔勋章（英语：Order of Isabella the Catholic）（1964年）
  -  大十字级卡洛斯三世勋章（英语：Order of Charles III）（1968年）
- 冰島
  -  大十字级猎鹰勋章（英语：Order of Falcon）（1968年）